# Станге (Болцано)
Станге је насеље у Италији у округу Болцано, региону Трентино-Јужни Тирол.
Према процени из 2011. у насељу је живело 298 становника. Насеље се налази на надморској висини од 973 м.